# Lauryn Hill
Lauryn Hill (26. svibnja 1975.), američka kantautorica, reperica, producentica i glumica, najpoznatija kao članica grupe, Fugees, i svom samostalnom albumu, The Miseducation of Lauryn Hill. Dobitnica je osam Grammy nagrada.
Odrastajući u New Jerseyju, Hill se počela baviti pjevanjem u djetinjstvu, potaknuta svojom muzikalnom obitelji. Imala je uspjeha kao dječja glumica od rane dobi, nastupajući u televizijskoj seriji, As the World Turns, i filmu, Sister Act 2: Back in the Habit. U srednjoj školi, reper Pras, predložio joj je da osnuju sastav, kojemu se njegov rođak, Wyclef Jean, ubrzo pridružio. Sastav su nazvali, Fugees, te objavili dva studijska albuma, Blunted on Reality (1994.) i The Score (1996.), za kojeg su dobili nagradu Grammy za najbolji rap album i prodali šest milijuna primjeraka u SAD-u. S drugim albumom, Hill se istaknula uporabom afričko-američkih i karipskih glazbenih utjecaja, repanjem i pjevanjem, te obradom uspješnice, “Killing Me Softly with His Song.” Njena burna ljubavna veza s Jeanom dovela je do raspada grupe 1997. godine, nakon kojeg se fokusirala na solo projekte.
The Miseducation of Lauryn Hill (1998.) ostao je njen jedini objavljeni samostalni studijski album. Album je bio iznimno hvaljen od kritike, prikazujući život i veze s vrlo osobnim stihovima, te pronalazeći suvremeni feministički glas unutar neo soul žanra. Album, koji je sama napisala i producirala, debitirao je na prvoj poziciji Billboard 200 ljestvice, prodavši osam milijuna primjeraka u SAD-u. Hill je osvojila pet nagrada Grammy za ovaj album, uključujući nagradu za najbolji album godine i najboljeg novog umjetnika.
Ubrzo nakon objave albuma, Hill se povukla iz javnosti, zbog pritiska slave i nezadovoljstva s glazbenom industrijom. Njen zadnji album, s novim materijalom i snimljen uživo, MTV Unplugged No. 2.0 (2002.), podijelio je kritičare i nije doživio uspjeh prvog albuma. Njena kasnija aktivnost je sporadična; ponekad objavljuje nove pjesme i nastupa na festivalima. Iako se The Miseducation of Lauryn Hill fokusira uglavnom na ljubav, njen rad s Fugeesima i noviji repertoar, stavlja fokus na društvenu nepravdu, rasizam i osnaživanje žena. U svojim javnim istupima, pokazala se vrlo kritičnom prema pop kulturi i društvenim institucijama. Hill ima šestero djece, od kojih je petero plod njene veze s Rohanom Marleyem, sinom Boba Marleya.

## Diskografija
Studijski albumi
- The Miseducation of Lauryn Hill (1998.)

Koncertni albumi
- MTV Unplugged No. 2.0 (2002.)